# Voldby Sogn (Favrskov Kommune)
 For alternative betydninger, se Voldby Sogn. (Se også artikler, som begynder med Voldby Sogn)
Voldby Sogn er et sogn i Favrskov Provsti (Århus Stift).
Voldby Sogn var allerede i 1600-tallet anneks til Hammel Sogn, og i 1802 blev Søby Sogn det også. Alle 3 sogne hørte til Gjern Herred i Skanderborg Amt. Hammel-Voldby-Søby sognekommune blev ved kommunalreformen i 1970 kernen i Hammel Kommune, som ved strukturreformen i 2007 indgik i Favrskov Kommune.
I Voldby Sogn ligger Voldby Kirke.
I sognet findes følgende autoriserede stednavne:
- Birkemose (bebyggelse)
- Stenknold (areal)
- Urmose (areal, bebyggelse)
- Voldby (bebyggelse, ejerlav)
- Voldby Hede (bebyggelse)
- Voldbyholt (bebyggelse)